# Drymarchon
Genre
Drymarchon est un genre de serpents de la famille des Colubridae. Les espèces regroupées dans ce genre sont communément appelées Serpent indigo ou plus rarement Cribo.

## Répartition
Les espèces de ce genre se rencontrent dans le sud des États-Unis, en Amérique centrale et dans le nord de l'Amérique du Sud.

## Liste des espèces
Selon The Reptile Database (11 janvier 2020) :
- Drymarchon caudomaculatus Wüster, Yrausquin & Mijares-Urrutia, 2001
- Drymarchon corais (Boie, 1827)
- Drymarchon couperi (Holbrook, 1842)
- Drymarchon margaritae Roze, 1959
- Drymarchon melanurus (Duméril, Bibron & Duméril, 1854)

## Étymologie
Le genre Drymarchon vient du grec Δρυμός, drymos, « forêt », et ἄρχων, archon, « seigneur ».

## Publication originale
- Fitzinger, 1843 : Systema Reptilium, fasciculus primus, Amblyglossae. Braumüller et Seidel, Wien, p. 1-106 (texte intégral).